# パラソル翼
パラソル翼（パラソルよく）とは、支柱を使って翼を胴体から持ち上げた飛行機の翼である。

## 概要
- 高翼の単葉機や複葉機で採用される設計
- 視界の確保などの観点から翼を高い位置に設置する目的で採用された

### 欠点
- 支柱を用いるため空気抵抗が大きくなるという欠点があった
- 支柱を用いるのは空気抵抗の面で不利だったため、胴体から斜め上向きに取り付けた翼を途中で曲げる設計が採用され、これがガル翼と呼ばれた

## ガル翼
胴体から斜め上向きに取り付けた翼を途中で曲げる設計が採用され、これがガル翼と呼ばれた